# Бабелла, Балаж
Балаж Бабелла (венг. Balázs Babella, 21 августа 1978, Вац) — венгерский гребец-байдарочник, выступал за сборную Венгрии на всём протяжении 2000-х годов. Двукратный чемпион мира, дважды чемпион Европы, победитель многих регат национального и международного значения. Также известен как тренер по гребле на байдарках и каноэ.

## Биография
Балаж Бабелла родился 21 августа 1978 года в городе Ваце. Активно заниматься греблей начал в возрасте девяти лет, проходил подготовку под руководством собственного отца, известного в Венгрии тренера, позже состоял в каноэ-клубе города Печ.
Первого серьёзного успеха на взрослом международном уровне добился в 2004 году, когда попал в основной состав венгерской национальной сборной и побывал на чемпионате Европы в польской Познани, откуда привёз награды золотого и бронзового достоинства, выигранные на дистанции 200 метров в зачёте четырёхместных и двухместных байдарок соответственно. Год спустя на европейском первенстве в той же Познани вновь взял золото в четвёрках на двухстах метрах, кроме того, в этом сезоне одержал победу на чемпионате мира в хорватском Загребе, обогнав всех своих соперников в четвёрках на двухстах метрах.
В 2006 году на чемпионате Европы в чешском Рачице Бабелла завоевал бронзовую медаль в четвёрках на двухсотметровой дистанции, тогда как на домашнем чемпионате мира в Сегеде получил в этой дисциплине серебро. В следующем сезоне добавил в послужной список бронзовую награду, выигранную в четвёрках на 200 метрах на европейском первенстве в испанской Понтеведре, и золотую награду в той же дисциплине на первенстве мира в немецком Дуйсбурге, став таким образом двукратным чемпионом мира по гребле.
Впоследствии Балаж Бабелла остался в основном составе гребной команды Венгрии и продолжил принимать участие в крупнейших международных регатах. Так, в 2008 году на чемпионате Европы в Милане он выиграл очередную бронзу в четвёрках на двухстах метрах. Вскоре по окончании этих соревнований принял решение завершить карьеру профессионального спортсмена, уступив место в сборной молодым венгерским гребцам.
Завершив спортивную карьеру, перешёл на тренерскую работу, в частности с 2008 года возглавляет национальную сборную Сингапура.